# Alsophila urzhumaria
Alsophila urzhumaria är en fjärilsart som beskrevs av Krulikovski 1909. Alsophila urzhumaria ingår i släktet Alsophila och familjen mätare. Inga underarter finns listade i Catalogue of Life.